# Nesticus arganoi
Nesticus arganoi är en spindelart som beskrevs av Brignoli 1972. Nesticus arganoi ingår i släktet Nesticus och familjen grottspindlar. Inga underarter finns listade i Catalogue of Life.